# Helena Cánovas
Helena Cánovas Parés (Tona, Barcelona, 1994) es una compositora española que reside en Alemania. Entre sus trabajos destacan distintos encargos realizados para el Ensemble2021 en el Festival Forum Neue Musik, así como la ópera Das Mädchen- All days for future, encargo para Theater Bielefeld. Es la ganadora de la segunda edición del Premio Carmen Mateu Young Artist European Award, convocado por la Fundación Castell de Peralada donde se impuso entre 39 candidaturas de 15 nacionalidades.Este premio le ha permitido estrenar su ópera Don Juan no Existe en el Festival Castell de Peralada de 2024.

## Trayectoria profesional
En 2012, inició la licenciatura en Composición en el Conservatorio Superior de Música de Aragón (Zaragoza) y su música también se enriqueció con el encuentro de compositores como Beat Furrer, Chaya Czernowin, Tristan Murail, Sofia Gubaidulina, Ivan Fedele o Alberto Posadas. Actualmente reside en Colonia (Alemania) donde ha completado sus estudios de Master en Composición - música instrumental con el Prof. Markus Hechtle y en Composición - Música Electrónica con el Prof. Michael Beil. Durante sus estudios de grado (2012-2017) estrenó sus obras en Madrid, Zaragoza, Valencia, Pamplona, Donostia, Salamanca, Mallorca, Segovia, Huesca, Dresde, Colonia (Festival Acht Brücken, entre otros), Liedberg (AvantGarten Festival), Tel Aviv, Zúrich o Viena. Su pasión por las artes escénicas deriva también de su primer acercamiento al mundo de la música  en el coro de su colegio. Luego llegaron otros e incluso fue titular del Joven Coro Nacional de España. Durante su paso por el Conservatorio Superior Música de Aragón entre 2012 y 2017 ya compuso dos óperas: 'Resucita Loto' (una composición colectiva en 2013) y 'They are not talking about us', que se estrenó en 2015 en la sala Mozart. Ese mismo año, y junto a otros compañeros del conservatorio, puso música a poesías de San Juan de la Cruz para una producción de la Orquesta de Cámara del Auditorio de Zaragoza (Grupo Enigma).
De septiembre de 2016 a julio de 2017 fue invitada a realizar una residencia artística en "Etopia – Centro de Artes y Tecnología", en Zaragoza, donde le aconsejaron estudiar en Colonia. Desde 2017 estudia en Alemania, en la Universidad de Música y Danza de Colonia aunque primero hizo un máster en composición instrumental y ahora está a punto de finalizar otro de composición electrónica. 
Desde 2020, es directora artística del Avantgarten Festival (Liedberg, Alemania). Cánovas ha revelado que la ópera en la que se siente más representada es La flauta mágica de Mozart, sobre todo, en la representación cinematográfica que hizo Ingmar Bergman (1975), si bien, también vivió como especial descubrir Wozzeck de Alban Berg o una obra basada en la Leonor de Fidelio de Beethoven.
La segunda edición del Premio Carmen Mateu para jóvenes artistas europeos de ópera y danza ha recaído en Cánovas y el galardón, constituido por la Fundació Castell de Peralada que preside Isabel Suqué que:

persigue el mismo objetivo que el propio festival, compartir el amor y la pasión por la música, la ópera y la danza.

Para la difusión del talento de cada galardonado cuenta con la colaboración de las instituciones Opera Europa y la Asociación Europea de Festivales (EFA). El premio, que en esta segunda edición se otorga a la categoría composición operística, la primera se destinó a intérprete de danza, está dotado con 30 000 euros en concepto de encargo de una ópera de bolsillo. Un jurado formado por la compositora y Premio Nacional Raquel García-Tomás; la compositora y soprano mexicana Diana Syrse; el director musical del Liceu, Josep Pons; el director artístico del Real, Joan Matabosch, además de Oriol Aguilà, vicepresidente del jurado y director del Festival Castell de Peralada, ha valorado su sensibilidad, frescura y carisma.

### Don Juan no Existe
El 8 de agosto de 2024 se estrenó en el Mirador del Castell de Peralada la ópera de cámara contemporánea de Don Juan no existe. Sobre lo que olvidamos y lo que permanece en torno a la historia de una obra escrita por la condesa de San Luis Con libreto de Alberto Iglesias la ópera es una composición para Soprano, Tenor, Baritone, Ensemble de cámara (Cuarteto de Cámara, Saxofones y percusión) y música electrónica en vivo.

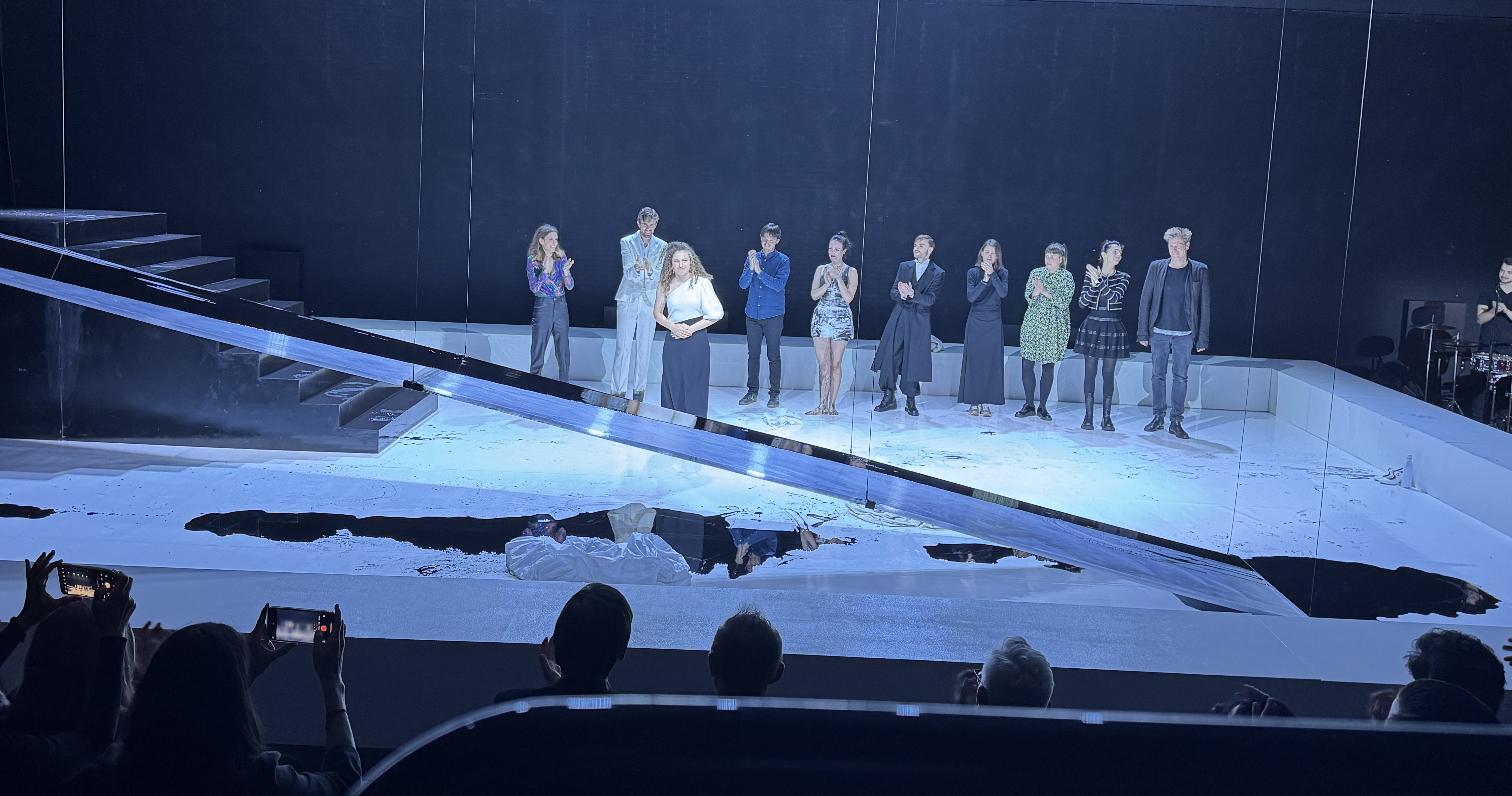
Estreno de "Don Juan no existe" Teatros del Canal de Madrid. 6 de mayo de 2025

La obra fue estrenada en Festival Castell de Peralada 2024 con dirección musical de Jhoanna Sierralta, dirección escénica de Barbara Lluch, tres cantantes Natalia Labourdette (soprano), Pablo García-López (tenor) y David Oller (barítono), y un ensemble instrumental compuesto por Cosmos Quartet, Helena Otero (saxofones) y Michel Vich (percusión) y la propia Helena Cánovas como intérprete de la música electrónica en vivo. 
Esta obra se coprodujo con el Gran Teatre del Liceu, el Teatro Real y el Teatro de la Maestranza y podrá verse en estos espacios durante los próximos años. En Madrid se estrenó en los Teatros del Canal en mayo de 2025.

## Premios y reconocimientos
Ganadora en junio de 2021 de la segunda edición del Carmen Mateu Young Artist European Opera & Dance ha sido escogida entre 39 candidaturas de 15 nacionalidades distintas por su «capacidad de generar un lenguaje compositivo original, su unión del texto y música así como su visión escénica y teatral».